# Alexandre Perregaux
Ne doit pas être confondu avec Alexandre Charles Perrégaux.
Pour les articles homonymes, voir Perregaux.
Alexandre Perregaux, né Jean-Alexandre à Lausanne en 1749 et mort ibidem le 21 mai 1808, est un orfèvre et un architecte suisse.

## Biographie
Protestant, bourgeois des Geneveys-sur-Coffrane, de Corcelles-Cormondrèche, de Valangin et de Lausanne à partir de 1777, il est le fils de Jonas Perregaux, menuisier, et de Marie-Françoise Bergier.
Il entreprend en 1761 un apprentissage d'orfèvre chez le joaillier et graveur Benoît Gély, à Lausanne. Après l'avoir terminé en 1765, il aurait complété sa formation à Rome.
Il épouse en 1775 Jeanne Catherine Maisonny, la fille d'un faiseur de guêtres. Ils auront une fille, Marie, et deux fils, dont Mathieu-Henri qui suivra les traces de son père comme architecte.
Comme orfèvre, Perregaux se spécialise dans la sculpture de miniatures sur ivoire et fabrique également des boîtes en écaille rehaussées d'étain, ainsi que des médaillons, peints par sa fille, Marie Ferrier-Perregaux.

### Carrière d'architecte
Passant dès 1789 de l'orfèvrerie à l'architecture, il construit entre 1791 et 1793 sa propre demeure à Lausanne, à Villamont, sur un domaine qu'il avait acheté vers 1781, et connue actuellement sous le nom de « maison de Villamont ». La qualité de son exécution entraînera plusieurs commandes privées, comme la Maison Panchaud, à Ouchy et la campagne du Désert (construite entre 1771 et 1782 pour Juste de Constant, père de Benjamin Constant), et transformée entre 1803 et 1810 par Perregaux père et fils pour le compte de Théodore Rivier. Dès 1798, sous la République helvétique, Alexandre devient l'architecte quasi officiel de l'État. Il est responsable de la maintenance des bâtiments publics et de la mise en scène des festivités lors de l'indépendance vaudoise. Après l'entrée du canton de Vaud dans la Confédération Suisse en 1803, Perregaux est chargé de concevoir les édifices dont ont besoin les jeunes autorités cantonales. Il construira notamment le premier bâtiment des postes (1805-1807), à la place Saint-François, détruit depuis, et celui du Grand Conseil. On lui confie en outre des aménagements du château St-Maire, qui seront terminés à sa mort par son fils Mathieu-Henri. Il est l'auteur aussi du premier théâtre lausannois, dit de Marterey (1803-1805) et, en 1804-1807, transforme en cantonnements l'ancien prieuré de Saint-Maire à Lausanne.

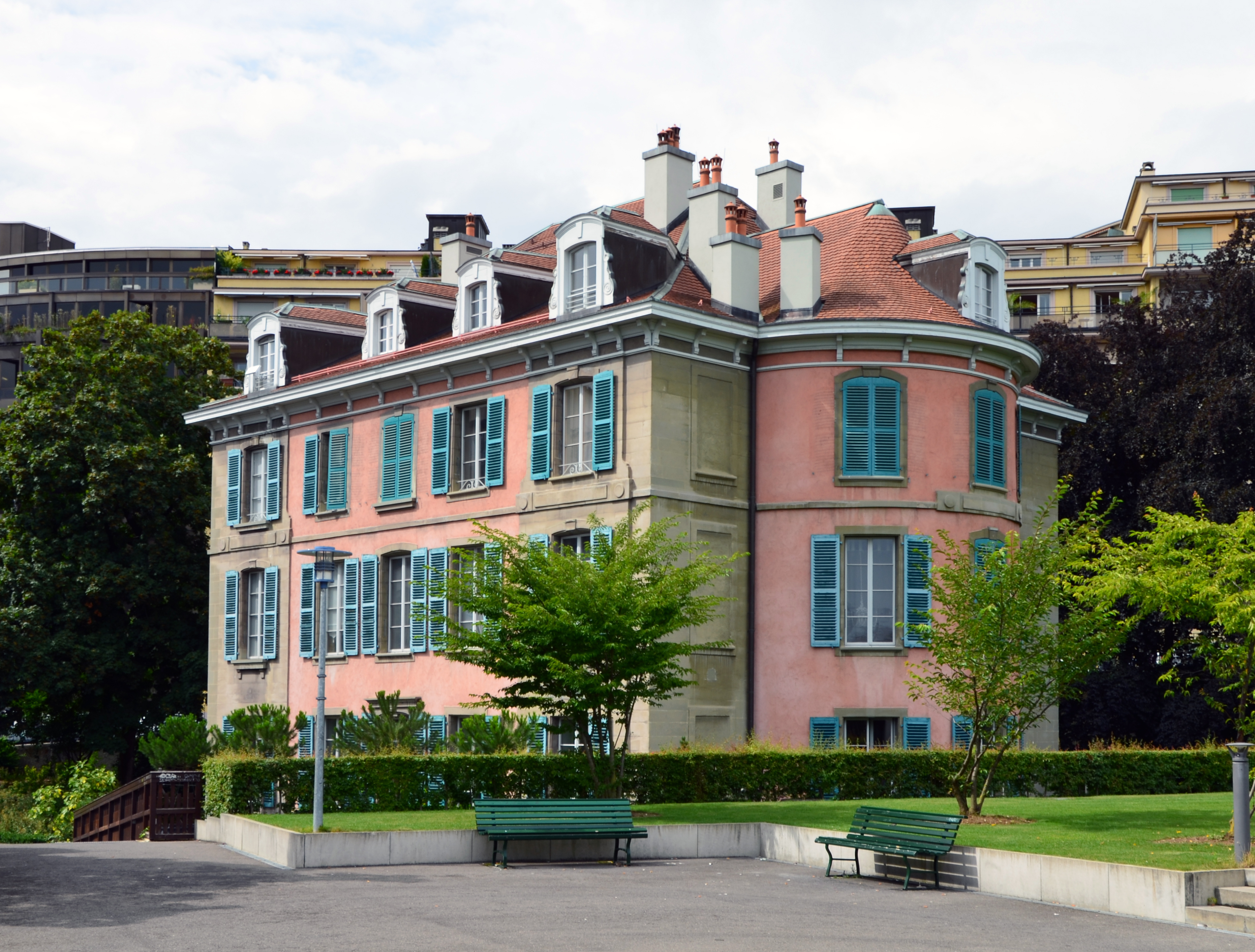
La Maison de Villamont, située dans le parc Mon Repos, à Lausanne.
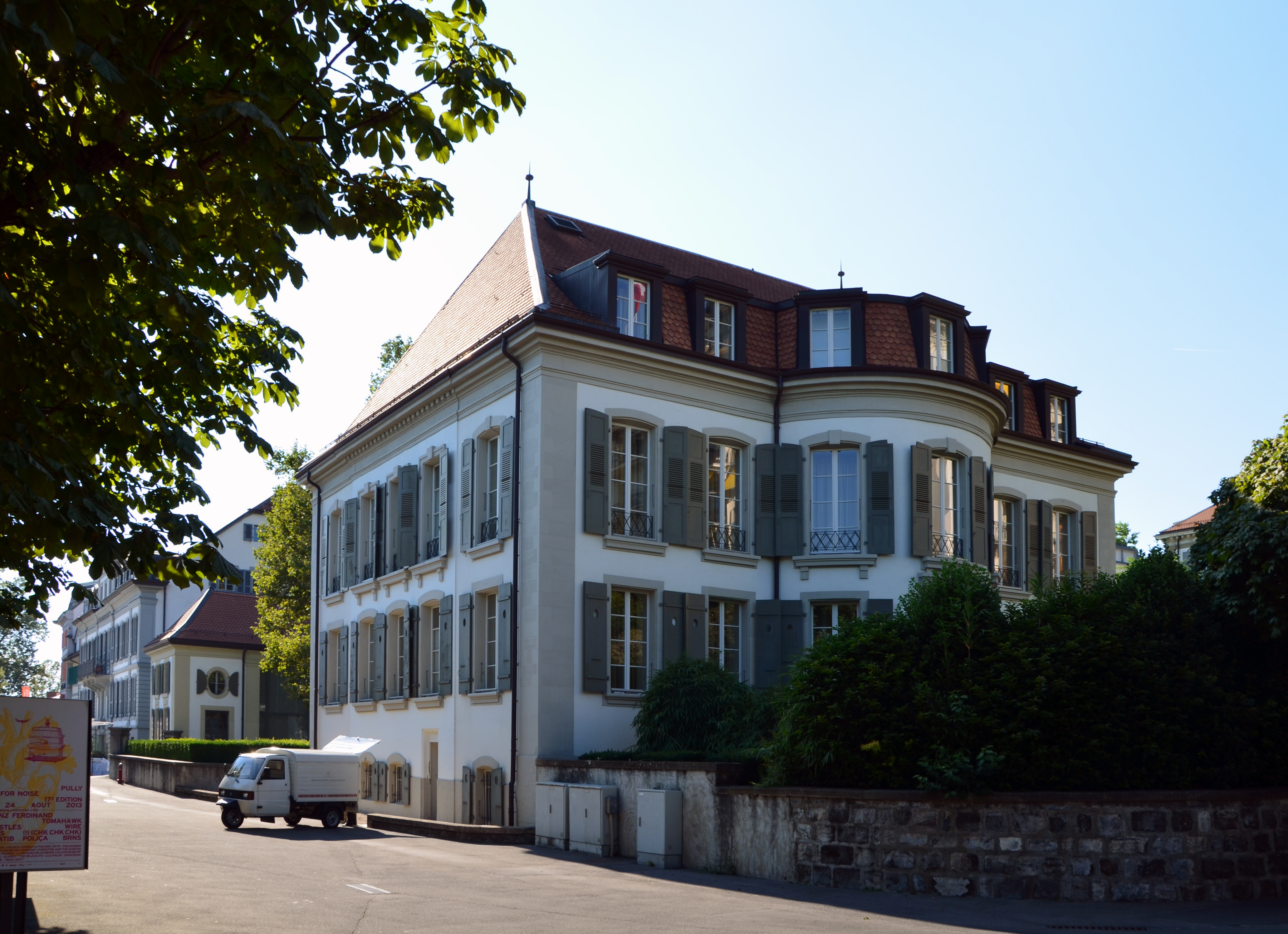
La Maison Panchaud, située Place du Port 13-15, à Lausanne.

#### Bâtiment du Grand Conseil vaudois

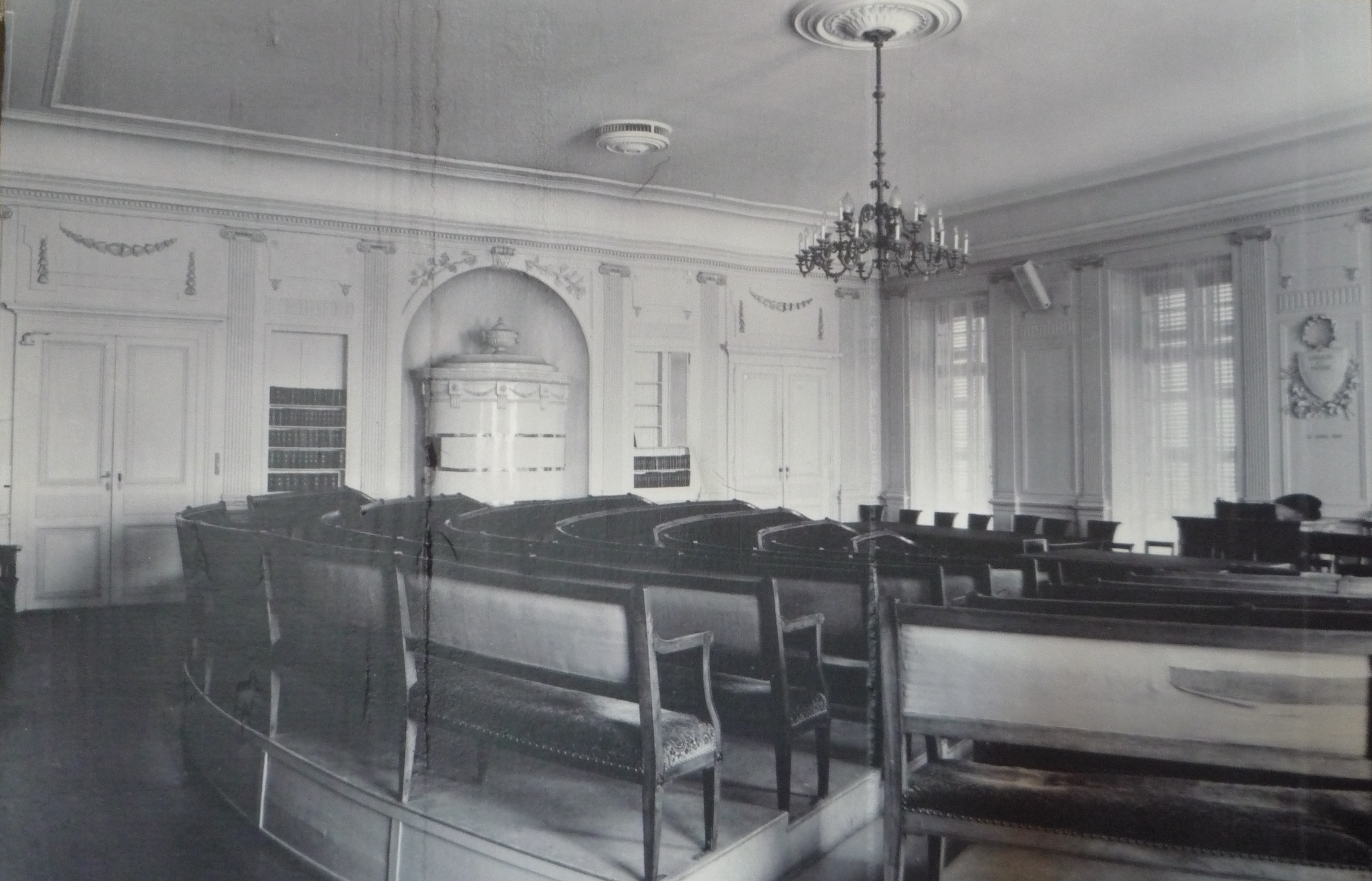
Salle du Grand Conseil du canton de Vaud, dans le bâtiment d'Alexandre Perregaux, construit en 1803 et qui a brûlé en 2002.

En 1803, lorsque le Pays de Vaud devient canton suisse, on cherche à aménager dans le château Saint-Maire une salle de réunion pour le nouveau parlement vaudois, le Grand Conseil. Le 24 avril 1803 déjà, Alexandre Perregaux propose cependant d’affecter à cet usage un bâtiment situé à proximité du château. Cet édifice, dit la Cour du Chapitre, était un siège de justice sous l’Ancien Régime et occupait le site de ce qui fut au Moyen Âge une maison capitulaire. Son projet est accepté et la construction entreprise le 28 juin. Le bâtiment est inauguré en mai 1804 mais ne sera terminé qu'en janvier 1808. Il reste le siège du Grand Conseil jusqu'en septembre 2001. Fermé par la suite pour des rénovations, il est détruit par un incendie le 14 mai 2002. L’édifice, en grande partie reconstruit par l’architecte Marc Collomb (Atelier cube), a été inauguré, avec sa nouvelle salle du Grand Conseil, le 14 avril 2017.

#### Campagne du Désert
La campagne du Désert est construite entre 1771 et 1782 pour Juste de Constant, père de Benjamin Constant, et transformée entre 1803 et 1810 par Henri et Alexandre Perregaux pour le compte de Théodore Rivier. La ville de Lausanne, propriétaire du monument depuis 1989, le fait restaurer. La tourelle du poulailler du domaine compte parmi les premières réalisations de style néo-gothique de la région. Dans les années 1870 sont entrepris des travaux de reconstruction et de modernisation. Ses importantes dégradations motivent en 1999 des mesures de restauration d'urgence pour reconstruire le poulailler et rénover la tour.

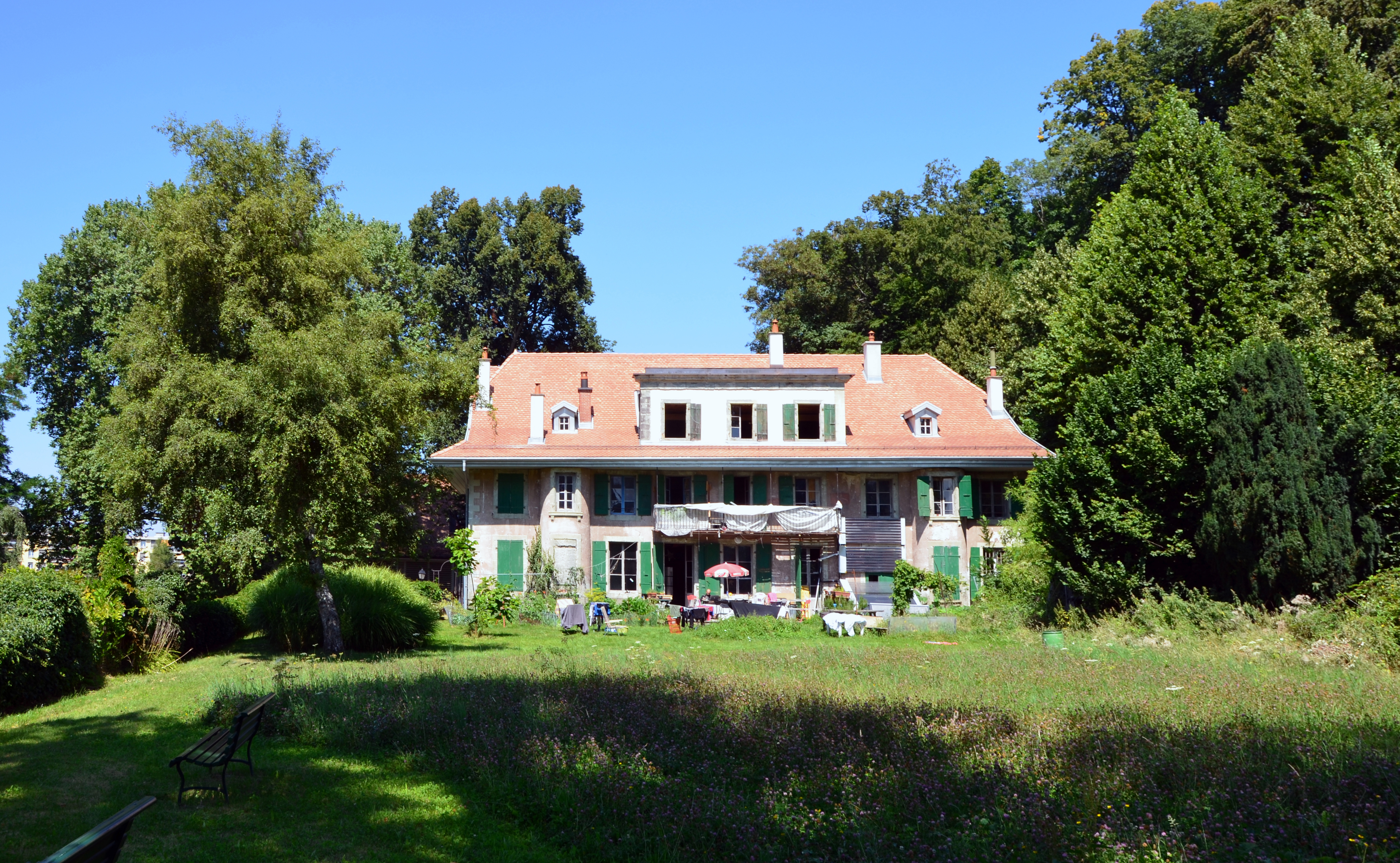
La Campagne du Désert, située au bout du chemin de Pierrefleur, à Lausanne.
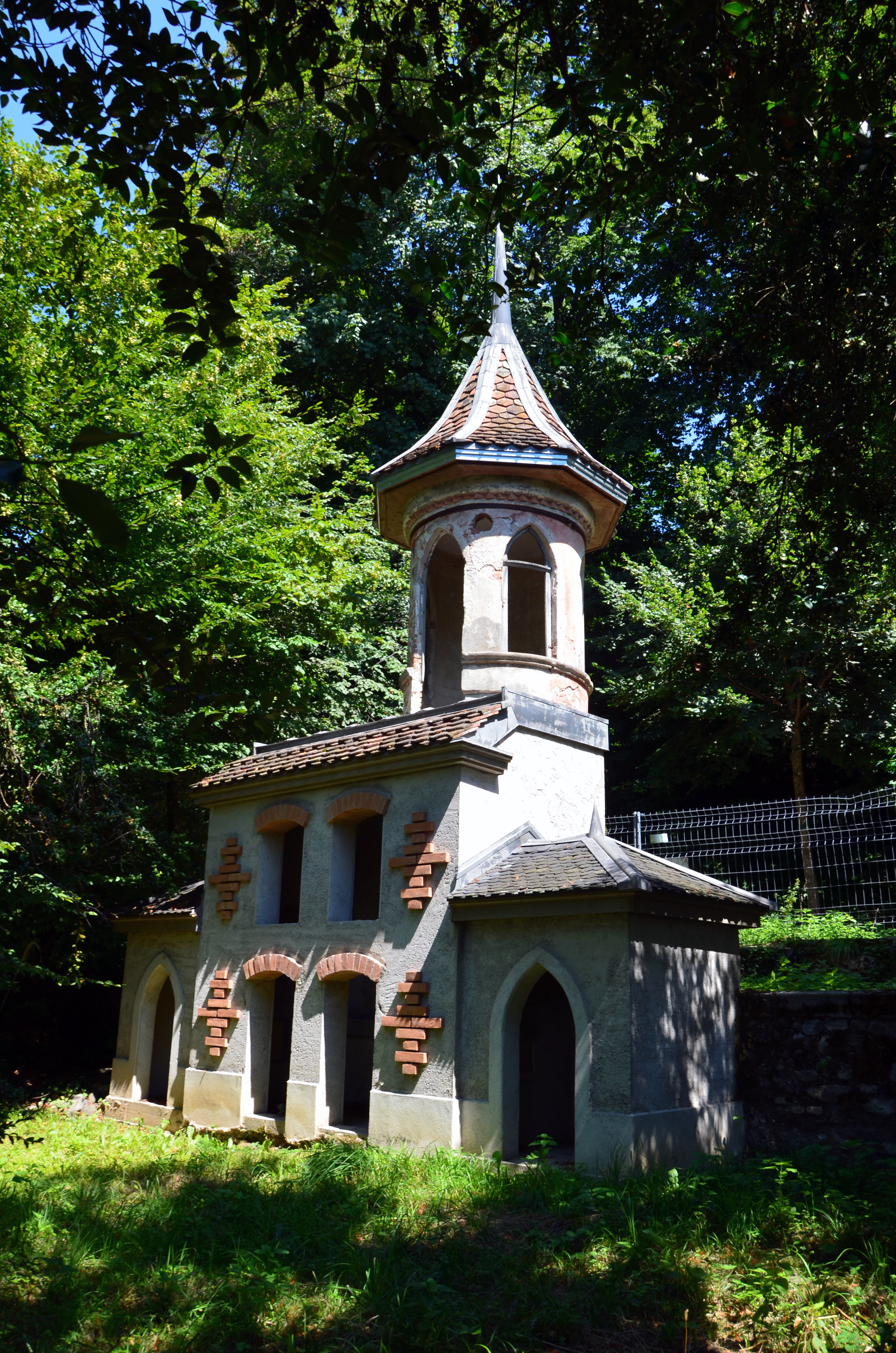
L'ancien poulailler de la Campagne du Désert.